# Adela Ringuelet
Adela Emilia Ringuelet (née le 27 mars 1930 et décédée le 26 avril 2023) était une astrophysicienne et astronome argentine à l'observatoire Félix-Aguilar en Argentine,.
Elle a été cofondatrice de l'Association astronomique argentine (en espagnol : Asociación Argentina de Astronomía) et membre active de l'Union astronomique internationale (UAI), où elle a été affiliée à plusieurs de ses commissions. En 2017, elle était membre de la division G de l'UAI, Stars and Stellar Physics. Ses recherches comprennent plus de 100 publications dans le domaine de la spectroscopie stellaire,.
Née à La Plata (en Argentine), elle a étudié l'astronomie à l'Escuela Superior de Astronomía y Geofísica avec ses camarades Nora Schreiber et Elsa Guttierez. En 1958, elle a commencé à travailler à l'observatoire Félix-Aguilar. Elle était mariée à l'éminent astrophysicien argentin Jorge Sahade (1915-2012), directeur des observatoires de La Plata et de Córdoba et ancien président de l'UAI, avec qui elle a publié des articles sur la spectroscopie stellaire,.
L'astéroïde de la ceinture d'astéroïdes (5793) Ringuelet, découvert par le personnel de l'observatoire Félix-Aguilar à El Leoncito en 1975, a été nommé en son honneur. La citation du nom a été publiée le 26 septembre 2007 (MPC 60727).
Ringuelet est décédée le 26 avril 2023, à l'âge de 93 ans.